# ویکتور رنیسکی
ویکتور رنیسکی (روسی: Виктор Иосифович Ренейский؛ زادهٔ ۲۴ ژانویهٔ ۱۹۶۷) قایقران کانو اهل اتحاد جماهیر شوروی سوسیالیستی و مولداوی بود.